# Nubiella claviformis
Nubiella claviformis is een hydroïdpoliep uit de familie Bougainvilliidae. De poliep komt uit het geslacht Nubiella. Nubiella claviformis werd in 2009 voor het eerst wetenschappelijk beschreven door Xu, Huang & Lin. 